# Haleyuru, Krishnarajanagara
Haleyuru là một làng thuộc tehsil Krishnarajanagara, huyện Mysore, bang Karnataka, Ấn Độ.